# Microprius tarunpali
Microprius tarunpali es una especie de coleóptero de la familia Zopheridae.

## Distribución geográfica
Habita en India.